# Florești (Cluj)
Pour les articles homonymes, voir Florești.

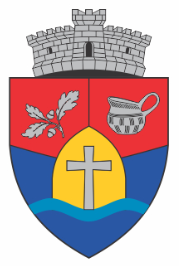
Blason de Floresti

Florești (en hongrois Szászfenes, en allemand Sächsisch Fenesch) est une commune de Transylvanie, en Roumanie, dans le județ de Cluj. Elle se compose des villages de Florești, Luna de Sus, Tăuți et fait partie de l'Aire métropolitaine de Cluj-Napoca.

## Géographie
La ville est située sur la rive droite de la rivière « Someșul Mic » à la jonction des monts Apucènes et du plateau de Transylvanie.
La ville est située dans une vallée entourée de collines d'une altitude moyenne de 400-500 m, la plus haute colline est appelée Melcilor. Les autres collines sont Urușag, Gârbău, Cetatea Fetei, Sănăslau…
La ville dispose d’une superficie de 1 877 hectares de terres arables, 1 406 hectares de prairies, 846 ha de vergers, 1 207 ha de forêts, 111 ha d'arbustes, de roseaux et 68 ha d’eau, 145 ha de terres improductives, 292 ha de constructions.
La température moyenne annuelle est de 11 °C et la pluviométrie moyenne annuelle de 750 mm/m2.

## Histoire
Présent dans des documents datant de 1272, le village est plus ancien en effet des découvertes archéologiques attestent d’une présence humaine au Néolithique.
À l'époque romaine la région est sur la route reliant les camps romains Napoca (Cluj-Napoca d'aujourd'hui) et Ala Siliana (appelé maintenant Gilau Cluj).

## Démographie
Au 1er janvier 2009, la population de Florești s’élevait à 10 595 habitants.

## Composition ethnique
Selon le recensement de 2002, la population de Florești est composée de 60,45 % de Roumains, 27,53 % de Hongrois et de 11,88 % de Roms. Les langues roumaine et hongroise sont utilisées pour la signalisation publique, l’éducation, la justice dans l’administration publique.
Ces dernières années, de nombreux habitants de Cluj-Napoca ont migré vers les villes voisines à cause des prix élevés sur le marché immobilier. La ville de Florești a bénéficié de ce phénomène migratoire de périurbanisation.
L'évolution de la population de Florești a été la suivante :
| Recensement, | Recensement, | Structure ethnique | Structure ethnique   | Structure ethnique    | Structure ethnique | Structure ethnique    | Structure ethnique | Structure ethnique |
| Année        | Population   | Roumains           | Hongrois de Roumanie | Allemands de Roumanie | Roms               | Communautés ethniques |                    |                    |
| 1850         | 3 009        | 1 549              | 1 197                |                       | 227                | 36                    |                    |                    |
| 1880         | 3 655        | 1 761              | 1 546                | 2                     |                    | 346                   |                    |                    |
| 1890         | 4 058        | 2 032              | 1 755                | 12                    |                    | 259                   |                    |                    |
| 1900         | 4 435        | 2 260              | 1 995                | 3                     |                    | 177                   |                    |                    |
| 1910         | 4 702        | 2 420              | 2 044                |                       |                    | 238                   |                    |                    |
| 1920         | 4 956        | 2 567              | 2 251                |                       |                    | 138                   |                    |                    |
| 1930         | 5 280        | 2 735              | 2 254                | 11                    | 259                | 21                    |                    |                    |
| 1941         | 6 086        | 2 612              | 3 364                | 10                    | 95                 | 5                     |                    |                    |
| 1956         | 5 586        | 3 060              | 2 231                | 3                     | 289                | 3                     |                    |                    |
| 1966         | 6 012        | 3 250              | 2 402                | 1                     | 359                | 0                     |                    |                    |
| 1977         | 6 865        | 3 668              | 2 385                | 2                     | 809                | 1                     |                    |                    |
| 1992         | 6 088        | 3 536              | 2 016                | 1                     | 535                | 0                     |                    |                    |
| 2002         | 7 504        | 4 516              | 2 057                | 3                     | 888                | 40                    |                    |                    |

## Personnalités
- Dimitrie Căian-Tânărul (1778-1832)
- Dumitru Căian (1838-1909)
- Dumitru Căian-Bătrânul (1754-1821)
- Dumitru Tăuțan-Monu (1908-1996)
- Emil Pop (1871-1909)
- Emil Rusu
- Ioachim Eugen Lupu
- Ioachim Pop (1878-1935)
- Ioan Rusu (1921-1988)
- Nicolae Olteanu (1913-1979)
- Petru Mehesi (1762-1827)
- Remus Mocanu (1915-1991)
- Ștefan Urcan (1911-1981)
- Teodor Sălăgian (n. 1853- ?)

## Galerie

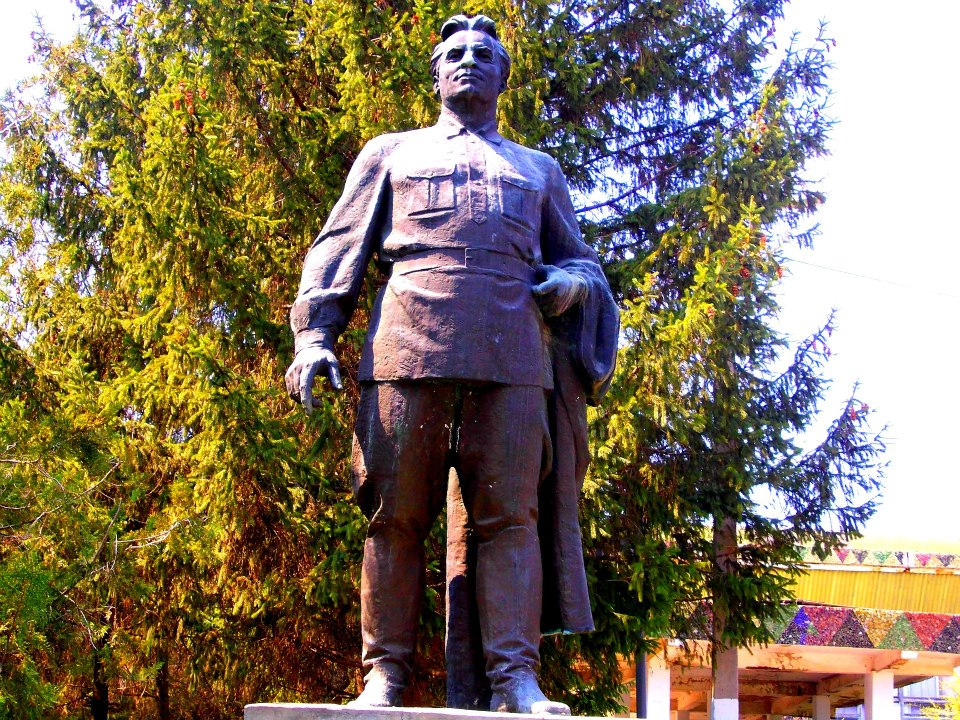
Monument à Ștefănești
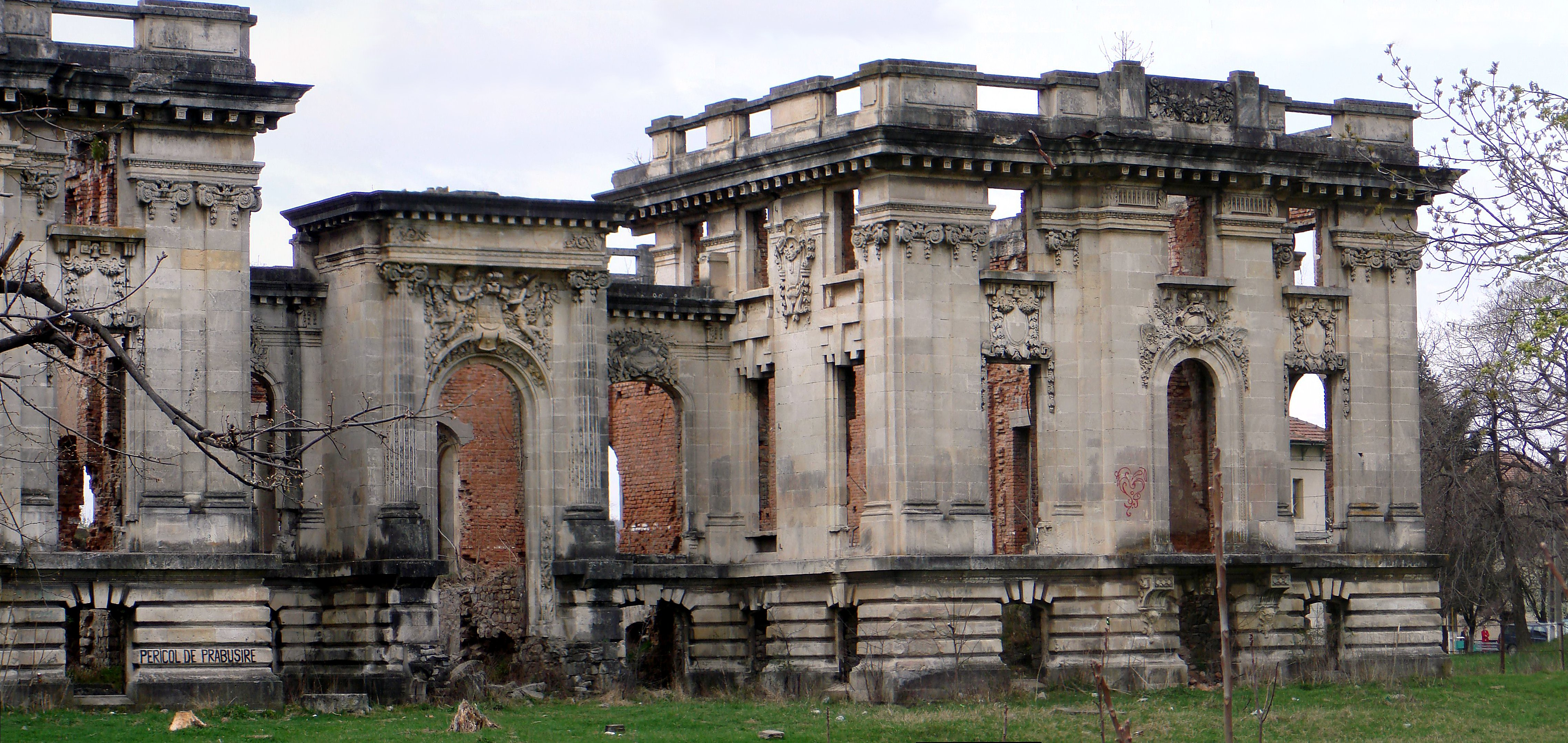
« Palatul Cantacuzino » (petit trianon de Floresti), 2011